# Mare di Creta
Il Mar di Creta (in greco Κρητικό Πέλαγος?, Kritiko Pelagos) è una parte del mar Mediterraneo, situata tra l'isola di Creta, le Cicladi meridionali e le isole del Dodecaneso sud-occidentale, in Grecia; di fatto è la sezione meridionale del Mar Egeo.